# Herbert Friedrich
Herbert Friedrich (* 7. srpna 1926 Zschachwitz, dnes součást Drážďan) je německý spisovatel, především knih pro děti a mládež.

## Život
Friedrich vystudoval v letech 1941–1944 učitelský ústav ve Frankenbergu. Roku 1944 byl odveden, bojoval na východní frontě a od roku 1945 do roku 1949 byl v sovětském zajetí ve Střední Asii. Po návratu pracoval jako dělník a pak jako učitel v Lomenu, Pirně a v Drážďanech. V letech 1958–1961 studoval na Institutu německé literatury při Lipské univerzitě. Od roku 1961 je spisovatelem na volné noze. Roku 1966 získal východoněmeckou uměleckou cenu Martina Andersena Nexö (Martin-Andersen-Nexö-Kunstpreis).

## Dílo
- Der Flüchtling (1958)
- Die Fahrt nach Dobrina (1961)
- Katharinchen (1961)
- Assad und die brennenden Steine (1961)
- Die Geschichte von Pauls tapferer Kutsche (1962)
- Wassermärchen (1962)
- Die Reise nach dem Rosenstern (1963)
- Hugos Wostok (1964)
- Der Damm gegen das Eis (1964)
- Der große und der kleine Olaf (1965)
- Radsaison (1966)
- Rentiere in Not (1966)
- Die Eissee (1968, Ledové moře), román o poslední plavbě holandského mořeplavce Willema Barentse.
- Sieben Jahre eines Rennfahrers (1971, Sedm let jednoho závodníka), česky jako Křišťál a nože, román o tragickém životě úspěšného automobilového závodníka a cyklisty třicátých let Alberta Rihtera, který na vrcholu svých sil odmítl spolupráci s nacisty, byl zatčen a roku 1939 zavražděn ve vězení v Lörrachu.
- Dorado oder unbekanntes Südland (1974)
- Tandem mit Kettmann (1976)
- Im Eis (1976)
- In des Teufels Küche und andere Erzählungen (1978)
- Der Vogel Eeme (1982)
- Krawitter, Krawatter, das Stinchen, das Minchen und nun noch Berlin (1983)
- Der Fürst des Regens und die schöne (1985, Kníže deště a krásná princezna), pohádka z Jávy.

## Filmové adaptace
- Barents heißt unser Steuermann (1969), německý (NDR) televizní film, režie Rainer Hausdorf.
- Assad (1970), německý (NDR) televizní seriál, režie Norbert Büchner.
- Tandem mit Kettmann (1973), německý (NDR) televizní film, režie Konrad Petzold.

## Česká vydání
- Křišťál a nože, Naše vojsko, Praha 1979, přeložil Jiří Stach.
- Ledové moře, Albatros, Praha 1985, přeložila Milada Misárková.
- Kníže deště a krásná princezna, Karl Nitzsche, Niederwiesa 1988, přeložila Zdenka Bergerová.